# Ибипоран
Ибипоран (порт. Ibiporã) — муниципалитет в Бразилии, входит в штат Парана. Составная часть мезорегиона Северо-центральная часть штата Парана. Входит в экономико-статистический микрорегион Лондрина. Население составляет 47 316 человек на 2006 год. Занимает площадь 300,187 км². Плотность населения — 157,6 чел./км².
Праздник города — 8 ноября.

## История
Город основан в 1947 году.

## Статистика
- Валовой внутренний продукт на 2003 год составляет 286 000 055,00 реалов (данные: Бразильский институт географии и статистики).
- Валовой внутренний продукт на душу населения на 2003 год составляет 6362,91 реалов (данные: Бразильский институт географии и статистики).
- Индекс развития человеческого потенциала на 2000 год составляет 0,801 (данные: Программа развития ООН).

## География
Климат местности: субтропический. В соответствии с классификацией Кёппена, климат относится к категории Cfa.